# Байльс, Генрих
Генрих (или Анри Луи) Байльс ( фр. Henri Baels; 18 января 1878, Остенде – 14 июня 1951, Кнокке-Хейст) — бельгийский  политический и государственный деятель, предприниматель, министр, губернатор Западной Фландрии.

## Биограф
Владелец рыболовецкой компании.  Член Католической партии Бельгии. В 1912–1926 годах – член городского совета Остенде.

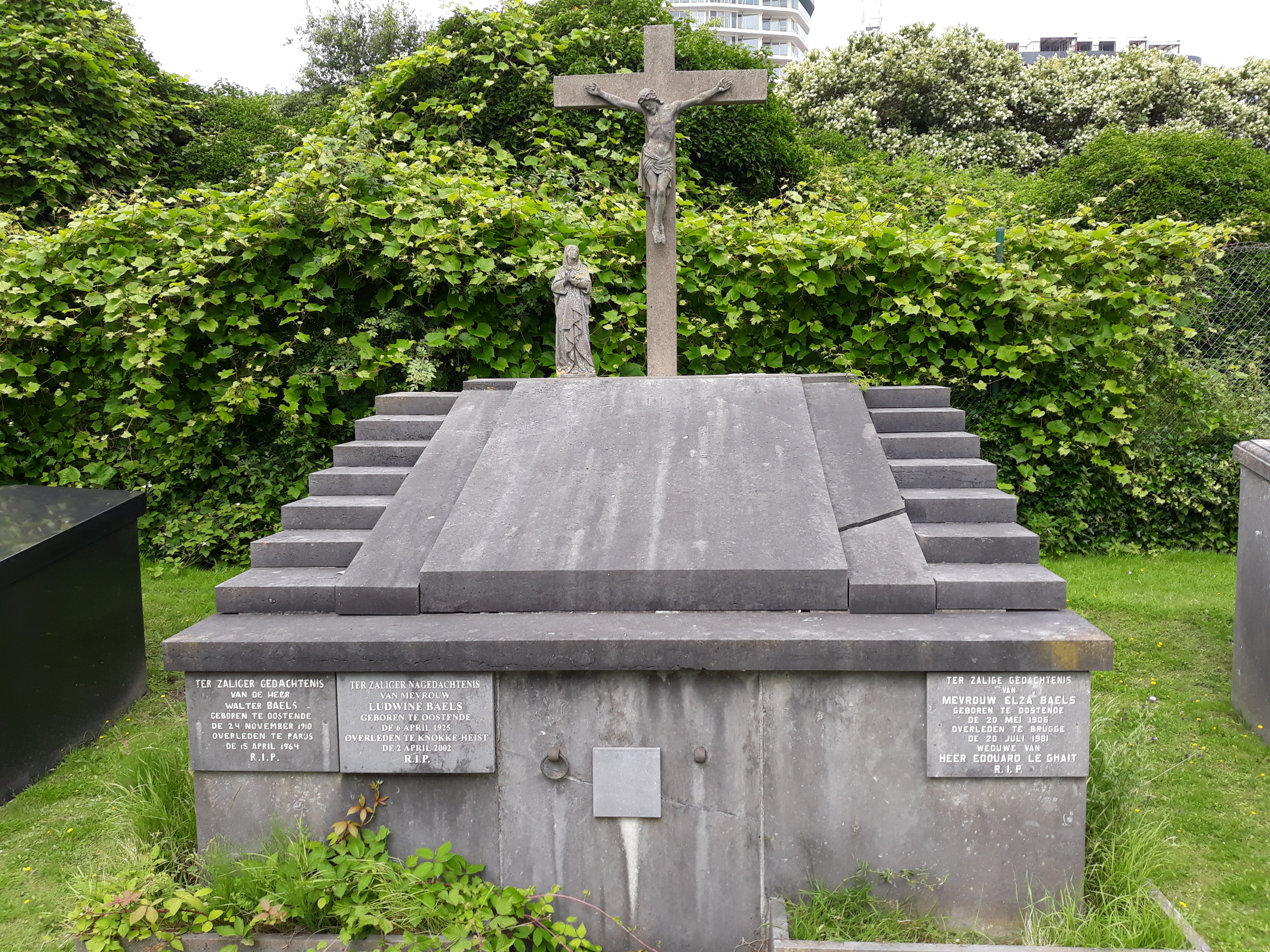
Могила Г.Байльса

В 1926–1931 годах занимал пост министра сельского хозяйства, общественных работ и здравоохранения Бельгии, затем стал министром внутренних дел (1929–1931). С 1933 по 1940/1944 год – губернатор Западной Фландрии.
Был дружен с бельгийским королём Альбертом I, позже доверенным лицом сына Альберта,  короля  Леопольда III.
За время нахождения у власти осуществил ряд важных мероприятий , среди которых создание Альберт-канал.

## Личная жизнь
В браке с Анной Марией де Вишер (1882-1950) родилось 9 детей, среди них Лилиан, принцесса де Рети — вторая жена короля Бельгии Леопольда III.
Его внуки 
- Александр Бельгийский (1942—2009)
- Мария Кристина Бельгийская (род. 1951)
- Мария Эсмеральда Бельгийская (род. 1956)